# Buba
Buba é uma cidade e sector, capital da região administrativa de Quinara, na Guiné-Bissau. Está localizada às margens do rio Grande de Buba.
Segundo o censo demográfico de 2009 o sector possuía uma população de 17 123 habitantes, sendo que 7 571 habitantes somente na zona urbana da cidade de Buba, distribuídos numa área territorial de 744,2 km².

## História
Inicialmente conhecida pelo nome de Bolola, a primeira feitoria portuguesa da localidade foi fundada em 1670, nos arredores de uma aldeamento de beafadas, sendo um ponto de comércio importante entre Bisseque, Guínala e Biguba.
Em 24 de junho de 1827 o governador colonial britânico da Serra Leoa Neil Campbell, numa expedição a ilha de Bolama e ao Rio Grande de Buba, assina com os régulos de Bolola e Guínala tratados de comércio pelo rio, fazendo daquela região uma possessão virtual do Império Britânico.
Em 16 de outubro de 1856 Honório Barreto costura uma série de complexas alianças com os beafadas para minar a influência britânica na região, conquistando o direito de instalar cabo-verdianos em Bolola. No ano de 1857 consegue a permissão dos nativos para a elevação da antiga feitoria a condição de freguesia, passando esta a ser conhecida pelo nome de Buba pela primeira vez.
Em 1868 a colónia de Buba é capturada pelos britânicos e anexada à Guiné Britânica, sendo reconquistada no mesmo ano após uma intensa batalha naval na foz do Rio Grande de Buba.
Em 1 de dezembro de 1869 o sistema das capitanias é substituído por uma nova divisão administrativa para o que seria a partir de então a Guiné Portuguesa, ocorrendo a criação de dois distritos e quatro concelhos: Cacheu, Buba, Bissau e Bolama. Os dois primeiros concelhos seriam parte do distrito de Cacheu (substituto da Capitania de Cacheu) e os dois últimos do distrito de Bissau (substituto da Capitania de Bissau).
Em 1879, no esteio da formação administrativa da Guiné Portuguesa, é criado o posto militar de Buba, com 20 soldados cabo-verdianos sob o comando de um tenente português. O destacamento teve seu batismo de fogo em 1 de fevereiro de 1880, quando os fulas, chefiados por Mamadi Paté Bolola, atacaram o vilarejo de Buba, opondo-se tanto aos europeus, quanto aos beafadas. Este é o início de uma série de invasões fulas que alterou definitivamente o perfil demográfico da região. Os portugueses somente conseguem quebrar o cerco dos fulas em 1890, após conseguir assassinar o rei Bolola.
Por intermédio de um diploma real de 1906, o território guineense foi dividido num concelho (Bolama) e seis residências: Bissau, Cacheu, Farim, Geba, Cacine e Buba. Buba torna-se capital do distrito de Quinará.

## Geografia
Buba fica na zona sul da Guiné-Bissau, na região de Quinara, a 223 quilómetros de Bissau, às margens do rio Grande de Buba.

### Demografia
Buba é habitada, majoritariamente, pelas etnias dos beafadas e mandingas, existindo ainda minorias consideráveis de fulas, balantas, manjacos e papéis, além de descendentes de portugueses.

### Áreas protegidas
Nos arredores da cidade está o importante Parque Natural das Lagoas de Cufada, uma das maiores áreas de preservação natural do país.

## Economia

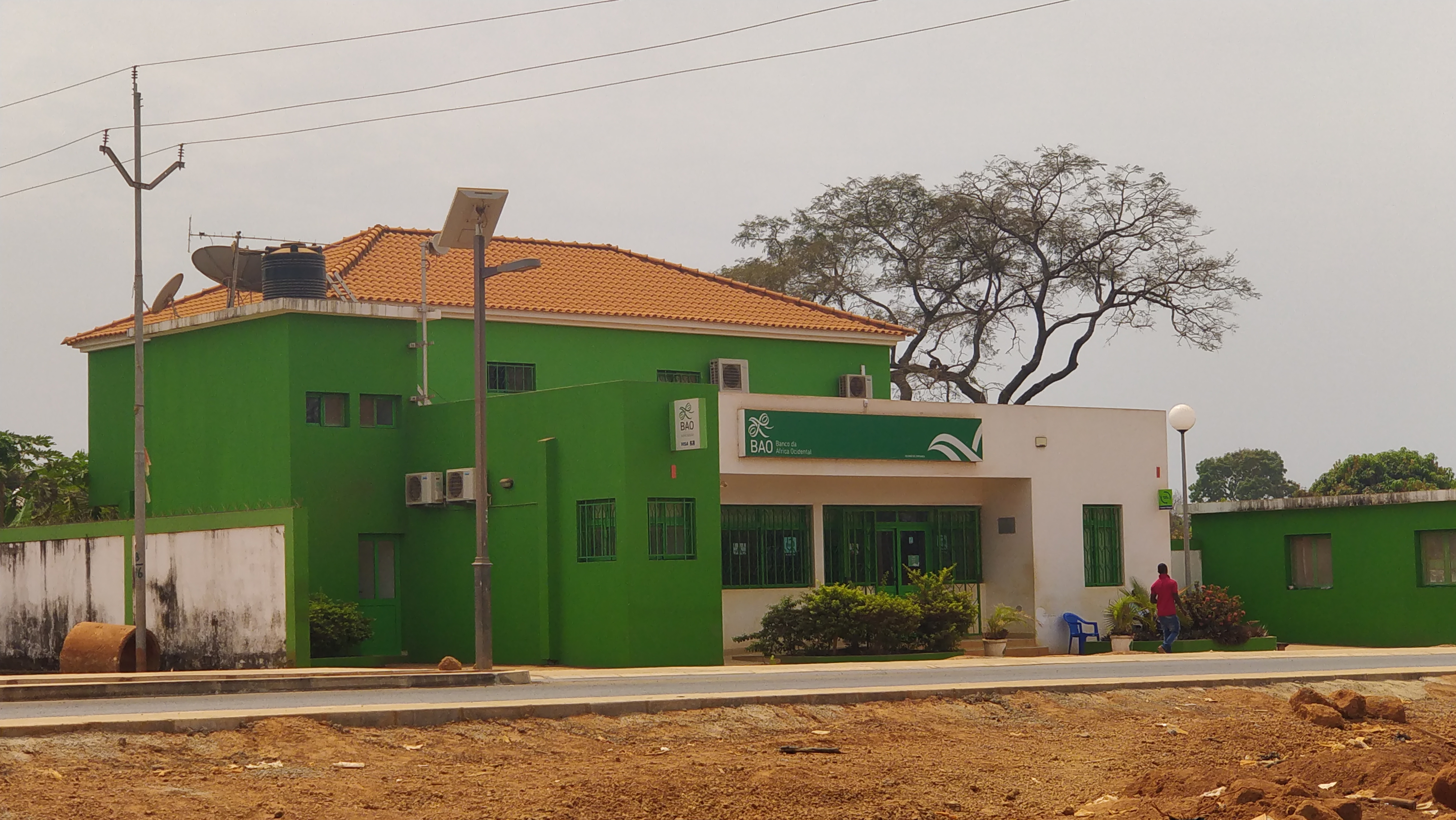
Agência do Banco da África Ocidental (BAO) em Buba, em 2019.

A economia local baseia-se na pesca, agricultura e comércio. São plantados arroz, amendoim e milho e é praticada a agricultura itinerante, que recorre
às queimadas, uma prática que ameaça a floresta endémica desta região.
Há muita expectativa em Buba pela construção do porto de Buba e pela ligação da cidade com Madina do Boé (nas colinas de Boé) pelo projetado Caminho de Ferro Buba-Boé, de onde deverá ser extraído o bauxite.

## Infraestrutura
Buba é atravessada pela Estrada Nacional nº 2 (N2), que a liga à Fulacunda, ao noroeste, e a Quebo, ao sudeste. Além da N2, Buba também liga-se pela Estrada Regional nº 7 (R7) à Batambali, ao sudoeste.
A cidade possui um campus-polo da Escola Normal Superior Tchico Té (ENSTT). A ENSTT oferta basicamente licenciaturas.